# Leintalzoo Schwaigern
Koordinaten: 49° 8′ 32″ N, 9° 4′ 31″ O
Der privat geführte Leintalzoo ist ein kleiner Tierpark in Schwaigern, der in einer naturnahen Parkanlage etwa 40 Tierarten zeigt. Der Schwerpunkt des Leintalzoos liegt auf der Aufnahme und Pflege von vernachlässigten Tieren. Im Zookonzept kommen das Einzeltier und der Naturschutz vor dem Artenschutz. Als weiteren Schwerpunkt kann man die Primatenhaltung bezeichnen, vier Affenarten mit fast 50 Tieren sind zu sehen. Insgesamt zeigt der Tierpark ca. 250 Tiere in rund 40 Arten. Jährlich besuchen 50.000 Menschen den Leintalzoo.

## Geschichte
Der Zoo geht auf den 1974 in Ludwigsburg gegründeten Förderverein für das Menschenaffengehege zurück, der 1985 seinen Sitz nach Schwaigern verlegte und sich seitdem Förderverein für den Tierpark im Leintal e. V. nennt. Der privat geführte Leintalzoo wurde 1980 eröffnet.
Peter Geßmann rettete in den 1970er Jahren Menschenaffenwaisen in Afrika und brachte sie nach Deutschland. In Ludwigsburg, auf einem neben dem Tierschutzverein gelegenen Gelände, kamen schnell weitere Exoten hinzu, die vom Tierschutz oder Privatleuten abgegeben wurden. Ein geeignetes Gelände wurde schließlich in Schwaigern gefunden.
In den letzten Jahren konnte man einen Rückgang der Artenanzahl beobachten, was auf viele überalterte Einzeltiere zurückzuführen ist. Der letzte Bärenmakak starb, ebenso Rhesus- und Berberaffen. Der letzte Saruskranich starb 2012 als Einzeltier. Anfang 2013 starb die letzte Vollbartmeerkatze; der Leintalzoo war eine der letzten Einrichtungen, welche diese Art in Deutschland pflegten.

## Anlagen
Der Park liegt zwischen den Orten Leingarten und Schwaigern auf einem sumpfigen Gebiet mit naturbelassenen Seen und Biotopen, ideal für Störche, Reiher und Wasserschildkröten. In den Blumenwiesen, Naturteichen, Baumbeständen und Feuchtbiotopen mit seltenen Pflanzen siedeln sich auch viele heimische Tiere an, u. a. Libellen, Schmetterlinge, Frösche, Kröten, Ringelnattern und Igel. Vor 40 Jahren wurden gezielt Bäume angepflanzt.
Die Hauptattraktion des Zoos ist eine der größten Schimpansengruppen Deutschlands, mehr als 30 Schimpansen jeden Alters leben hier zusammen. Weiters findet man Gibbons, Kapuzineraffen, Mandrills, Papageien, Ibisse, Wasserschildkröten, freilaufende Pfauen und Hühner und einen Haustierbereich mit Maultieren, Meerschweinchen, Kaninchen, Pferden, Ponys, Schafen, Ziegen und Schweinen.
Im Anschluss an den Abenteuerspielplatz mit Naturboden und die vegetarische Cafeteria wurde ein Naturlehrpfad eröffnet. Eine Glasscheibe bietet hier Einblick in das Leben unter Wasser, und auch einen Bienenstand finden die Besucher hier. Hier befindet sich ebenfalls das Erweiterungsareal des Zoos, geplant ist u. a. die Erweiterung des Naturlehrpfades. Für Kinder gibt es außerdem noch eine kleine Boxauto-Strecke.

## Galerie

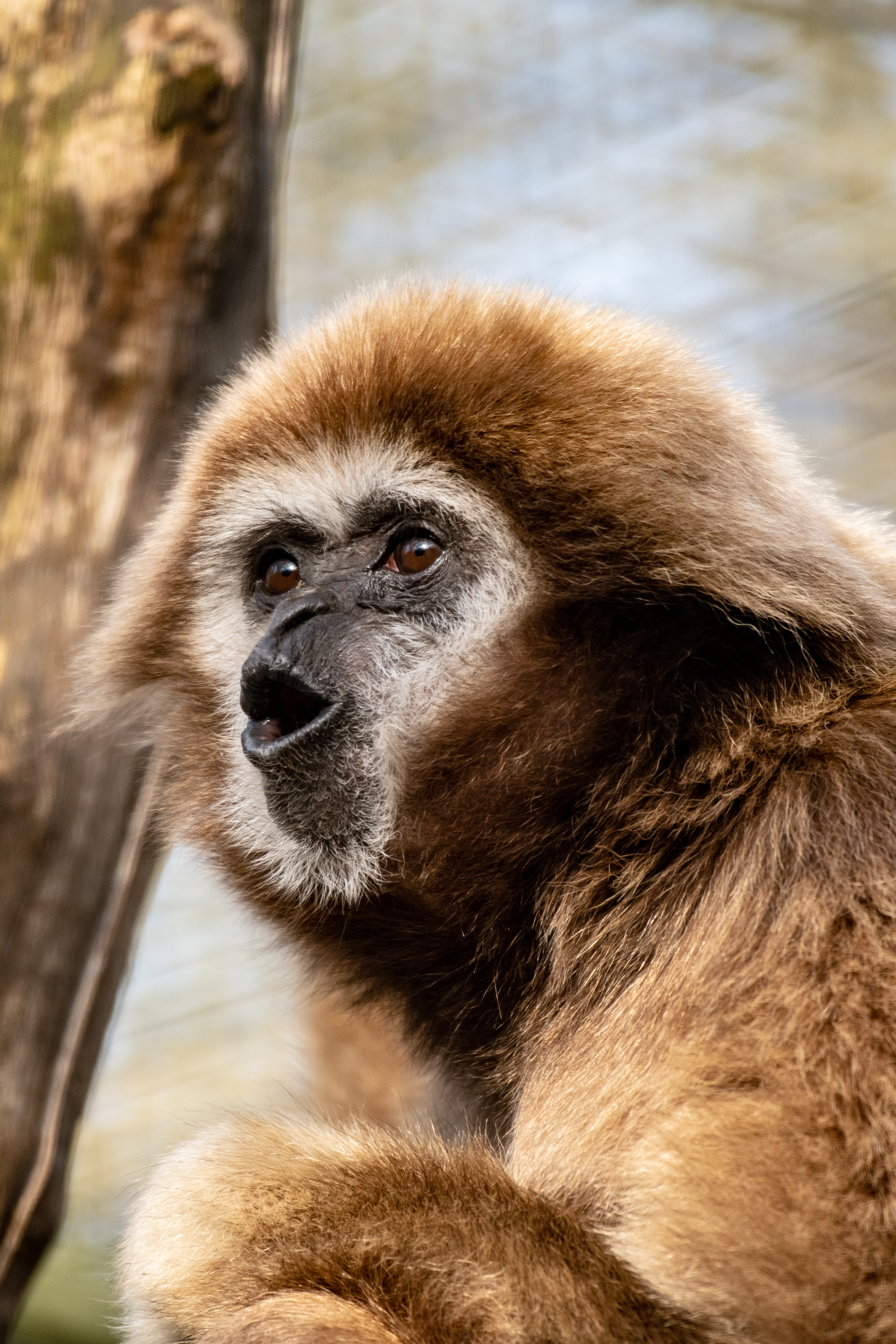
Weißhandgibbon Mona
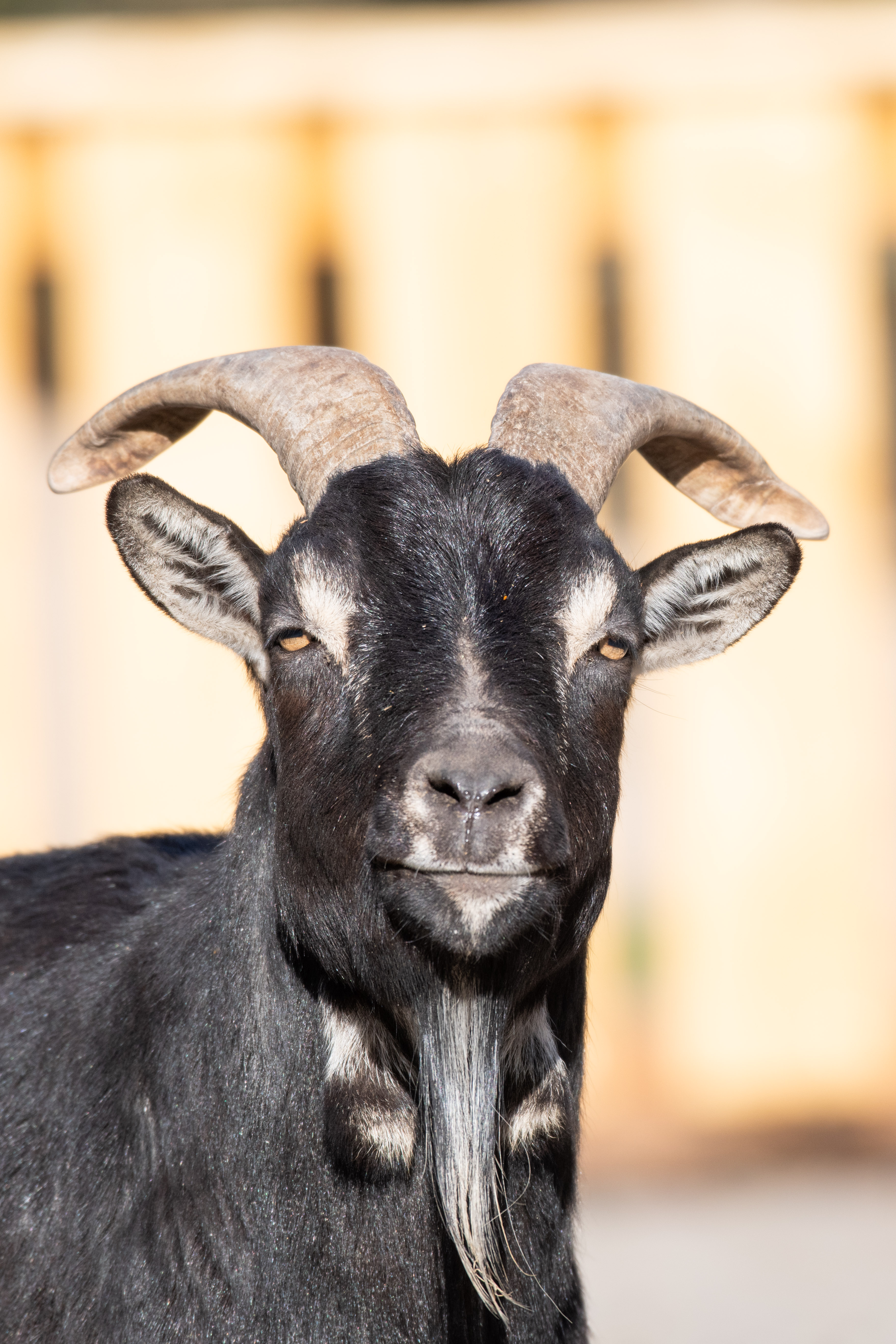
Ziege
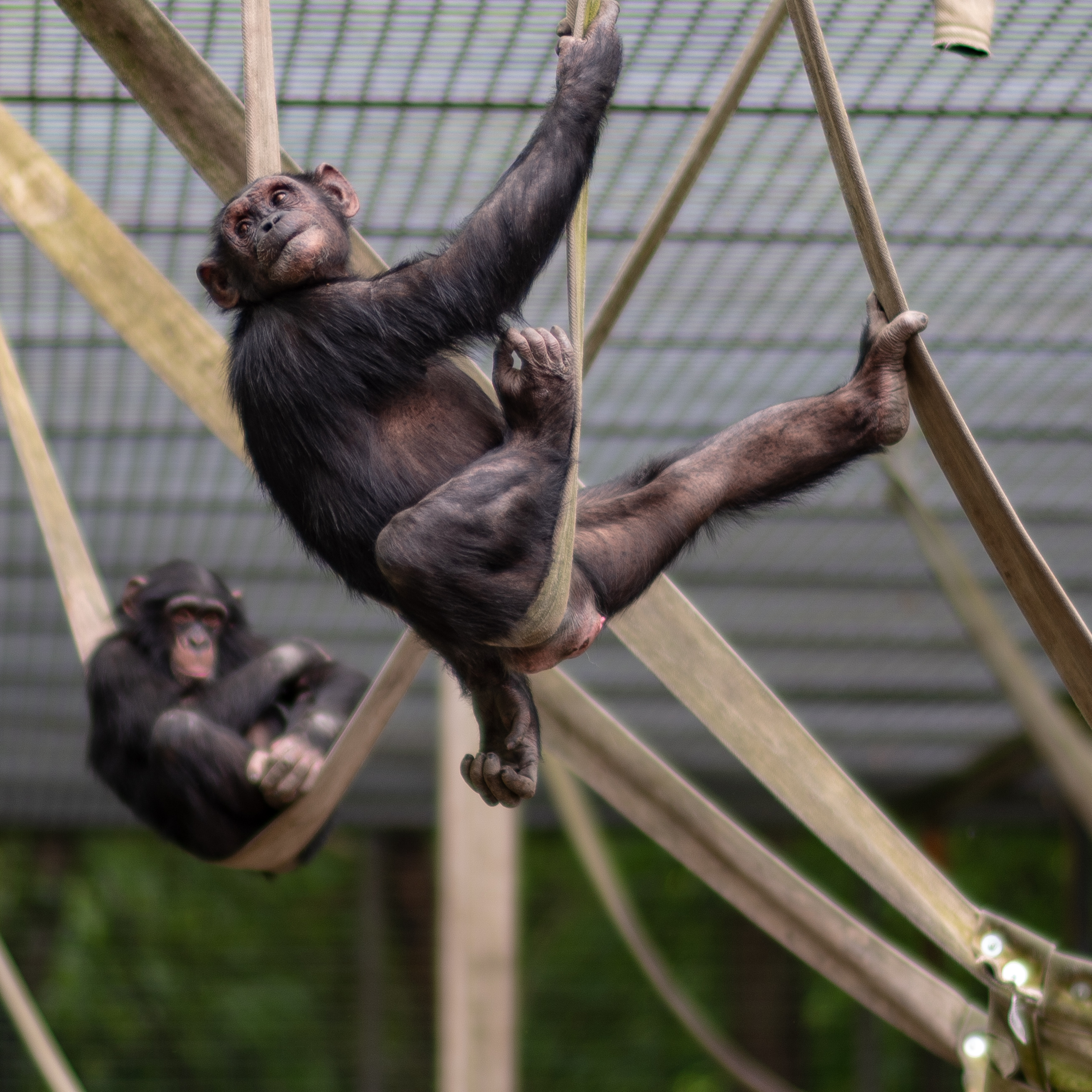
Schimpansenkinder
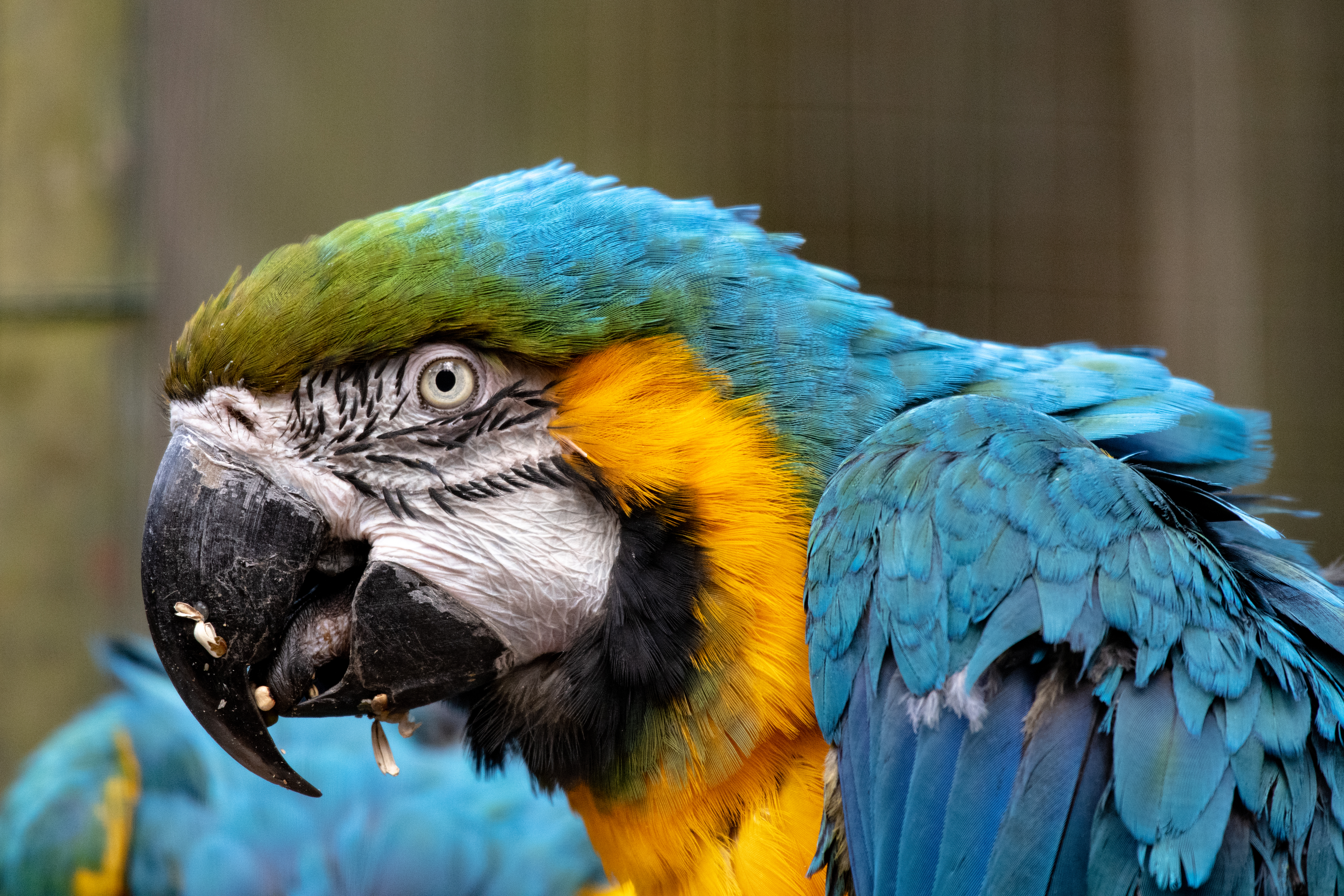
Gelbbrustara
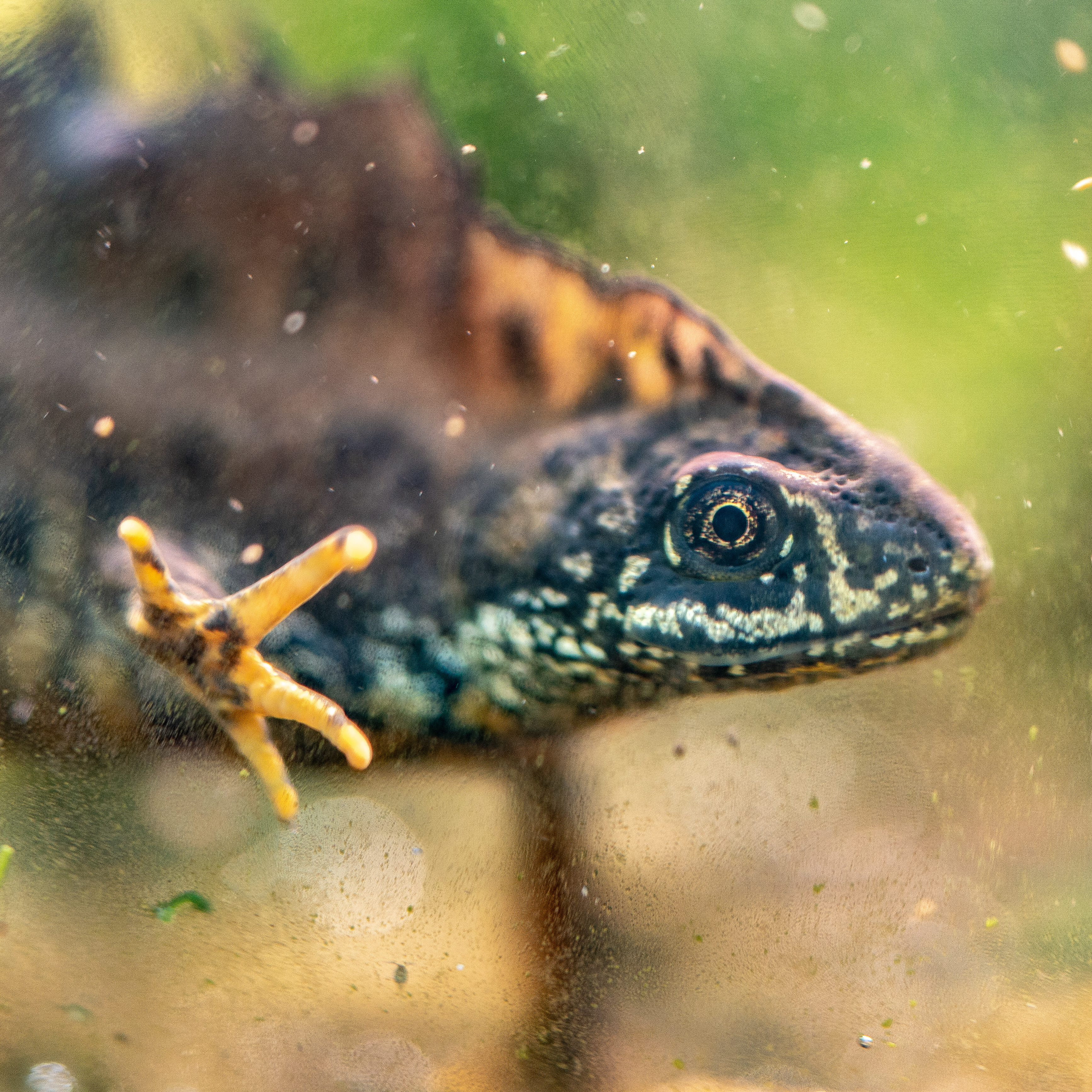
Kammmolch im Schauteich
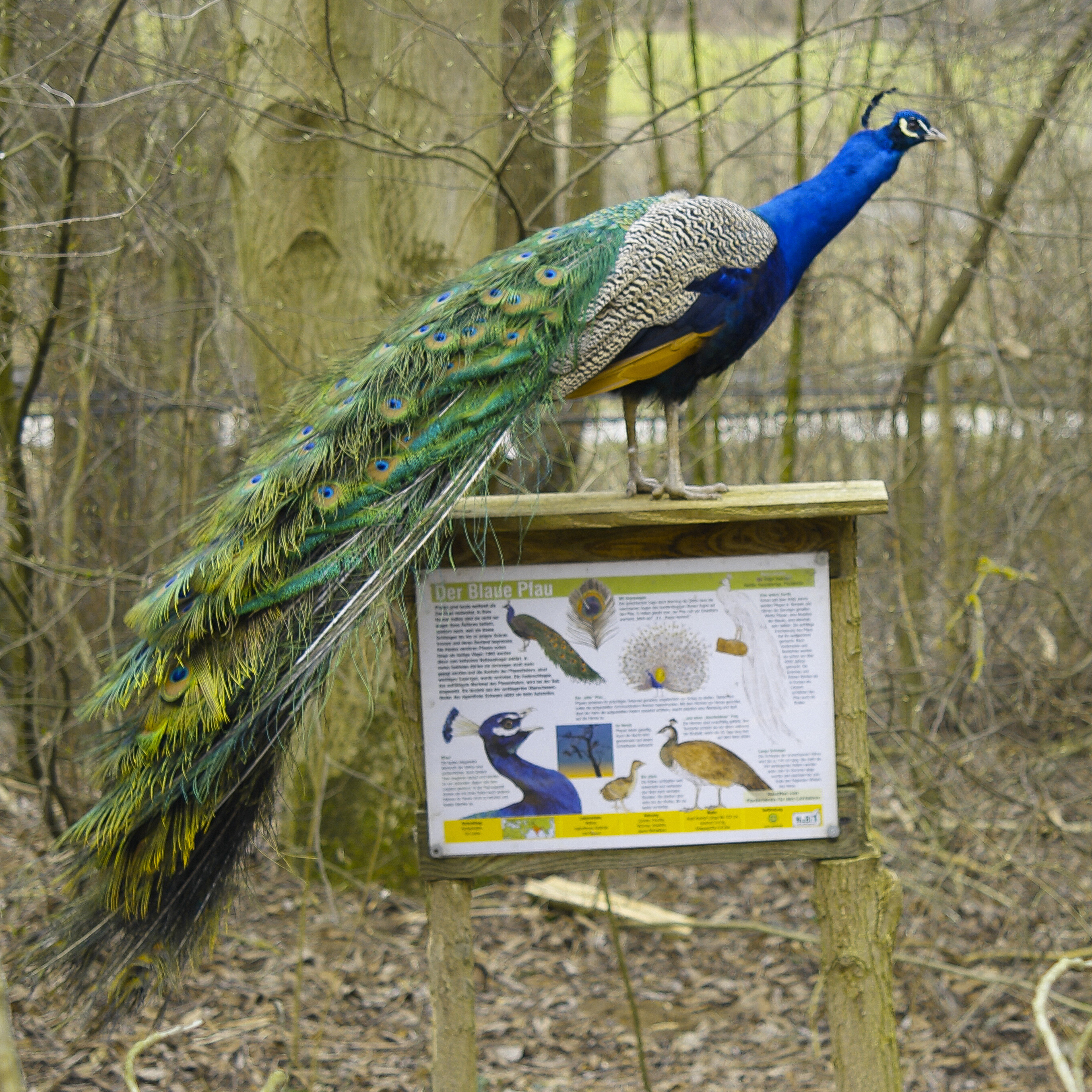
Pfau auf seinem Schild
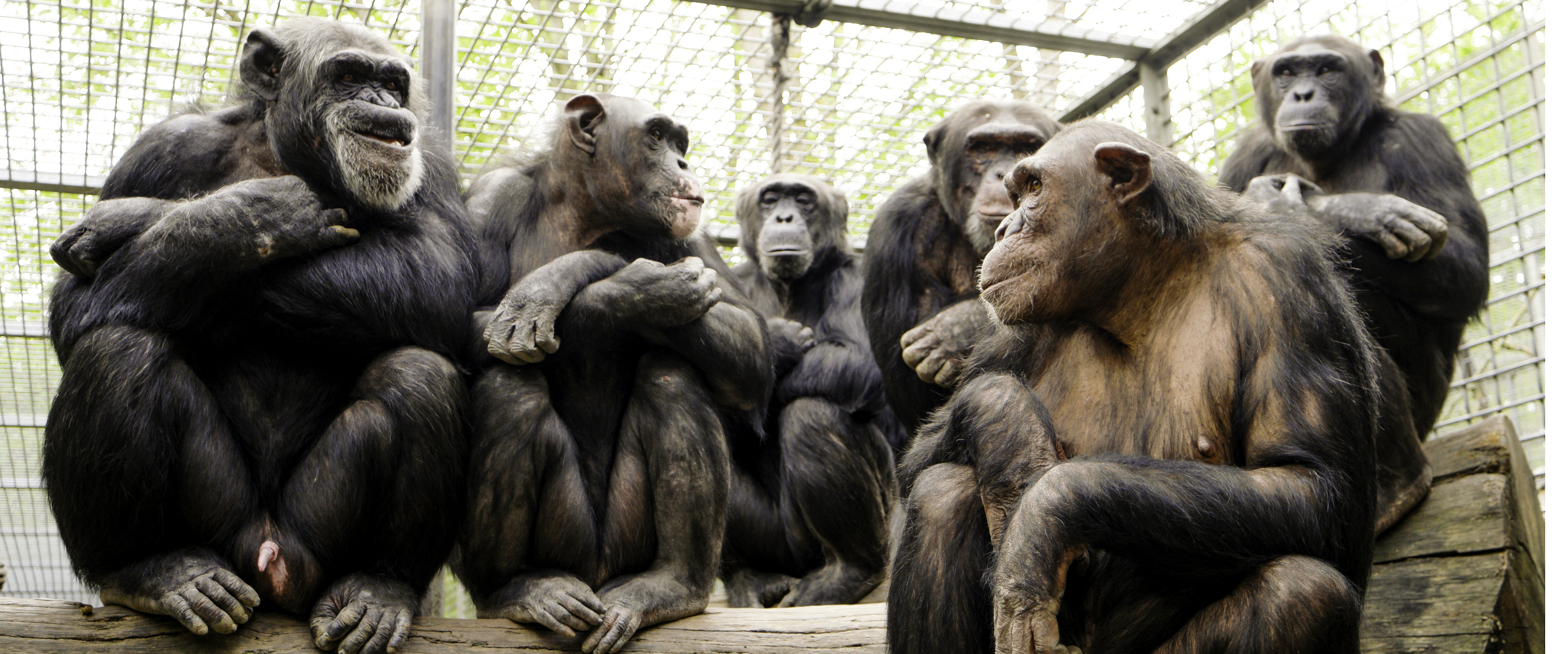
Teil der Schimpansengruppe